# Ibrahim Hajtic
Ibrahim Hajtić (* 4. April 1998 in Hattingen) ist ein bosnisch-deutscher Fußballspieler.

## Karriere
Nach seinen Anfängen in der Jugend des 1. FC Kaiserslautern wechselte er im Sommer 2009 in die Jugendabteilung des 1. FC Heidenheim. Dort kam er auch zu seinem ersten Einsatz im Profibereich in der 2. Liga, als er am 16. März 2018, dem 27. Spieltag, bei der 1:2-Auswärtsniederlage gegen Holstein Kiel in der Startformation stand.
Im Sommer 2018 wechselte er zum Drittligisten Würzburger Kickers. Am 3. Spieltag der Drittliga-Saison 2018/19 wurden Hajtic und sein Mitspieler Anthony Syhre nach dem Spiel beim VfR Aalen zur Dopingkontrolle ausgewählt. Beide begaben sich nicht unmittelbar in den Dopingkontrollraum, sondern gingen auf Anordnung des Trainerstabes zunächst in die Mannschaftskabine. Das Sportgericht des DFB wertete dieses Verhalten als Verstoß gegen die Anti-Doping-Richtlinien und sprach Geldstrafen in Höhe von jeweils 1.000 € gegen Hajtić und Syhre, in Höhe von 5.000 € gegen die Würzburger Kickers, in Höhe von 2.000 € gegen Trainer Michael Schiele sowie in Höhe von 1.000 € gegen den Anti-Doping-Beauftragten des Vereins aus. Im Frühjahr 2019 gewann Hajtic mit Würzburg den bayerischen Pokal.
Im Sommer 2019 unterschrieb der Innenverteidiger einen Vertrag beim in die Regionalliga Nordost abgestiegenen FC Energie Cottbus. Nach nur einer Saison wechselte er im Sommer 2020 in die Regionalliga Bayern zum FV Illertissen.

## Erfolge
Würzburger Kickers
- Bayerischer Pokalsieger: 2019